# Stade Bernardo-Gil
 (mars 2025).
Le stade Bernardo "Candela" Gil est un stade de football de San Miguelito au Panama.